# Danilo I Šćepčev Petrović-Njegoš

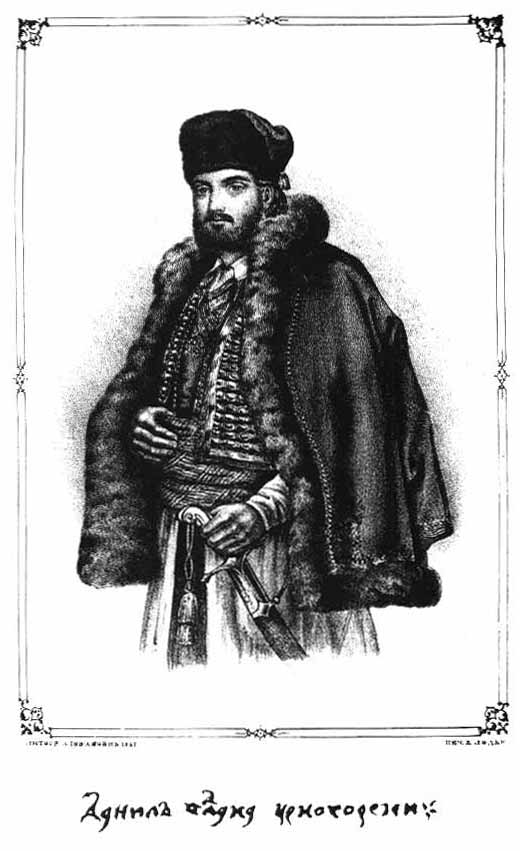
Danilo I Šćepčev Petrović-Njegoš. Illustrazione dall'edizione del 1847 del Serto della montagna

Danilo I Šćepčev Petrović Njegoš (Njeguši, 1670 – Podmaine, 11 gennaio 1735) fu un principe-vescovo (vladika) di Montenegro.

## Biografia
Danilo Petrović Njegoš può essere considerato il capostipite della famiglia Petrović-Njegoš, regnante sino al 1918 sulla regione del Montenegro (poi costituitosi in stato indipendente). Egli viene indicato col nome di Vladika Danilo I, da non confondere col suo omonimo discendente Danilo II che ottenne la corona di Principe di Montenegro nel 1852 con il nome di Danilo I del Montenegro.
Danilo I nacque nel 1670 circa nel piccolo villaggio locale di Njeguši, che sarà la sede storica della famiglia per i successivi centocinquant'anni. Egli intraprese la carriera ecclesiastica ortodossa e divenne de facto reggente teocratico del Montenegro a partire dal 1697.
Dopo i primi screzi con le altre famiglie nobili della regione a causa della sua repentina presa di potere ufficiosa (ma effettiva), egli lanciò un potente attacco agli ottomani nel 1711.
Durante il suo periodo di governo, la sua politica fu alternativamente divisa tra una politica favorevole alla Russia (la quale conduceva una guerra contro l'Impero ottomano per il possesso delle coste della Crimea) e il mantenimento del governo sulla regione montenegrina. Nel 1715, Danilo fece visita allo Zar Pietro I di Russia a San Pietroburgo che ancora stava sorgendo e gli assicurò la propria alleanza contro gli ottomani, firmando un patto di alleanza che diventerà tradizionale coi suoi successori.
Danilo I ottenne successivamente la cessione della città di Zeta dagli ottomani e restaurò il monastero di Cettigne.
Morì nel monastero di Podmaine dove si era ritirato a vita monastica, ormai anziano, l'11 gennaio 1735.
Sulla sua figura, nell'Ottocento, Petar II Petrović-Njegoš scrisse Il serto della montagna, capolavoro della letteratura serba e montenegrina.